# Omen IV: The Awakening
Omen IV: The Awakening (Brasil: A Profecia IV: O Despertar / Portugal: A Profecia Maldita) é um telefilme americano de 1991, dirigido por Jorge Montesi. É o ultimo filme da série de filmes The Omen. É estrelado por Faye Grant, Asia Vieira, Michael Lerner, Michael Woods, Madison Mason, Ann Hearn, Jim Byrnes, Don S. Davis, Megan Leitch e Joy Coghill.

## Sinopse
10 anos depois do Anticristo Damien Thorn ser executado, um casal de advogados Gene e Karen York adotam uma menina órfã. Quando a menina Délia cresce, mortes bizarras cercam a família. Quando o filho de Karen, Alexander, nasce sob suspeitas, contrata um detetive particular para descobrir quem são os verdadeiros pais de Délia. Quando o detetive morre em um canteiro de obras, descobre que seu bebê e Délia são na verdade, os filhos do anticristo Damien Thorn.